# Lobetanz
Zasugerowano, aby zintegrować ten artykuł z artykułem Historia Nowotańca. Nie opisano powodu propozycji integracji.
Lobetanz, (niem. Lobetans) dziś Nowotaniec, powiat sanocki, gmina Bukowsko, osada leży nad rzeką Pielnica: Lobetans 1409, nazwana villa Brzozowa alias Lobetancz terra sanocensis 1419, Lubetancz 1424, Lobotanecz 1437, (ta od nazwiska pierwszego właściciela Piotra Lobetanz), podstawą przyjęcia nazwy była wczesnośrednioniemiecka forma Lobetans, którą na gruncie polskim przyjęto jako Lubotaniec, a człon drugi nazwy od apelatywu taniec.
Podstawa niem. lobe (pol. wesyły) + niem. tanz (taniec), mogą sugerować pochodznie nazwy niemieckiej od istniejącej tu wcześniej karczmy. W 2 poł. XV wieku osadę lokowano powtórnie i w związku z tym nastąpiła zmiana nazwy na Nowotaniec. Pierwszymi odnotowanymi mieszkańcami Nowotańca byli kmiecie o nazwiskach niemieckich, ein Krämer 1424 oraz Mathias Fort der gerber off briffevo de dorffe Lobedanc. Na ziemi sanockiej poza Nowotańcem adaptowane były i inne niemieckie nazwy miejscowości na język polski m.in. Haczów - Hanshoff, Zarszyn - Sehrschoen, Poraż - Kuntzendorf, Rymanów - Rymanhaw, Brzozów = Bresen, ... ,